# Гора (Галичский район)
Гора — деревня в Ореховском сельском поселении Галичского района Костромской области России.

## География
Деревня расположена на берегу реки Вёкса.

## История
Согласно Спискам населённых мест Российской империи в 1872 году деревня относилась к 1 стану Галичского уезда Костромской губернии. В ней числилось 26 дворов, проживало 69 мужчин и 93 женщины.
Согласно переписи населения 1897 года в деревне проживало 226 человек (86 мужчина и 120 женщин).
Согласно Списку населённых мест Костромской губернии в 1907 году деревня относилась к Котельской волости Галичского уезда Костромской губернии. По сведениям волостного правления за 1907 год в ней числилось 43 крестьянских двора и 253 жителя. В деревне имелась школа. Основными занятиями жителей деревни, помимо земледелия, были плотницкий и малярный промыслы, сельскохозяйственные работы.
До муниципальной реформы 2010 года деревня также входила в состав Ореховского сельского поселения.

## Население
| 2008 | 2010 | 2012 | 2014 |
| ---- | ---- | ---- | ---- |
| 6    | →6   | ↘5   | →5   |